# Per Johansson
Per Johansson (født 10. november 1970) er en svensk håndboldtræner, der er landstræner for Hollands kvindehåndboldlandshold. Han trænede fra november 2017 til november 2020, Montenegros kvindelandshold.
Per Johansson startede sin karriere som spiller i Uddevalla HK. Han gik efterfølgende trænervejen, og har tidligere været landstræner for Sveriges kvindehåndboldlandshold og klubtræner for rumænske CSM Bucuresti og russiske Rostov-Don. Desuden har han fungeret som ekspertkommentator for svensk tv (SVT)